# Глазчатая ящерица
Гла́зчатая я́щерица, жемчу́жная ящерица, или укра́шенная ящерица (лат. Timon lepidus) — вид ящериц рода Timon из семейства Настоящие ящерицы. Получила своё наименование по присутствию на боках с каждой стороны, окаймленных черным, пятен.
Крупная ящерица, максимальная длина — 90 см, но обычно меньше — 55—70 см у самцов и 45 см у самок. Одна из крупнейших ящериц Европы.
Глазчатая ящерица распространена на Пиренейском полуострове, на юге Франции, где имеет разорванный ареал, а также на крайнем северо-западе Италии.
Обитает в кустарниковых зарослях, сухих разреженных лесах, а также в садах и виноградниках. Питается насекомыми, ящерицами, змеями, грызунами и птенцами, а также сочными плодами, в частности виноградом.
Статус глазчатой ящерицы по классификации Международного союза охраны природы — Least Concern (Виды, вызывающие наименьшие опасения).

## В кулинарии
В испанской области Эстремадура глазчатую ящерицу употребляют в пищу: для приготовления традиционного блюда lagarto con tomate кусочки мяса обжаривают на оливковом масле, а затем тушат с помидорами и луком.

## Примечание
1. 1 2  Ананьева Н. Б., Боркин Л. Я., Даревский И. С., Орлов Н. Л. Пятиязычный словарь названий животных. Амфибии и рептилии. Латинский, русский, английский, немецкий, французский. / под общ. ред. акад. В. Е. Соколова. — М.: Рус. яз., 1988. — С. 226. — 10 500 экз. — ISBN 5-200-00232-X.
2. 1 2 3  Даревский И.С., Орлов Н.Л. Редкие и исчезающие животные. Земноводные и пресмыкающиеся: Справочное пособие. — М.: Высшая школа, 1988. — С. 155—256. — 463 с. — ISBN 5-06-001429-0.
3. 1 2  Ящерица глазчатая // Энциклопедический словарь Брокгауза и Ефрона : в 86 т. (82 т. и 4 доп.). — СПб., 1890—1907.
4. ↑  The Reptile Database: Timon lepidus (англ.)
5. ↑  Timon lepidus (англ.). The IUCN Red List of Threatened Species.
6. ↑  Revista Alcántara. Los Hábitos Culinarios En El Pasado Extremeño Архивировано 6 января 2009 года.